# Freecoaster
 (mars 2023).
Le Freecoaster est une pièce de vélo utilisée sur le moyeu de la roue arrière des BMX freestyle de Flat et de Street. Il est l’équivalent du mécanisme de roue libre, plus le fait qu’il permet de ne pas entraîner les pédales lors de la rotation inverse de la roue arrière. Il permet aux Flatlandeurs de faire des figures sans être gênés par les pédales et aux Streeteurs de faire de la marche arrière (fakie) sans avoir à pédaler. Mécaniquement, il s'agit d'une roue libre débrayable.
En novembre 2020, une nouvelle génération de freecoaster est sorti sur le marché.